# Fenster (Geologie)

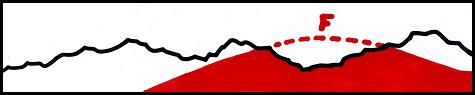
Tektonisches Fenster (F) im schematischen Profilschnitt (schwarz: Landoberfläche). Die weiß dargestellte Decke wurde durch Erosion in einem begrenzten Bereich entfernt (rote gestrichelte Linie: ehemalige Deckenuntergrenze), im Fenster steht das rot dargestellte Liegende an

Als Fenster oder tektonisches Fenster wird in der Geologie ein durch Erosion oder horizontale Erdkrustenbewegungen freigelegter (ausbeißender, im Hochgebirge oft auch aufgeschlossener) Teil der Unterlage einer tektonischen Decke bezeichnet. Tektonische Fenster kommen häufig in jenen Faltengebirgen vor, deren Aufbau (Tektonik) stark durch flache Überschiebungen (Deckenüberschiebungen bzw. Deckenbau) geprägt ist. Paradebeispiele für tektonische Fenster finden sich mit dem Unterengadiner Fenster und dem Tauernfenster in den Alpen.

## Geologischer Bau

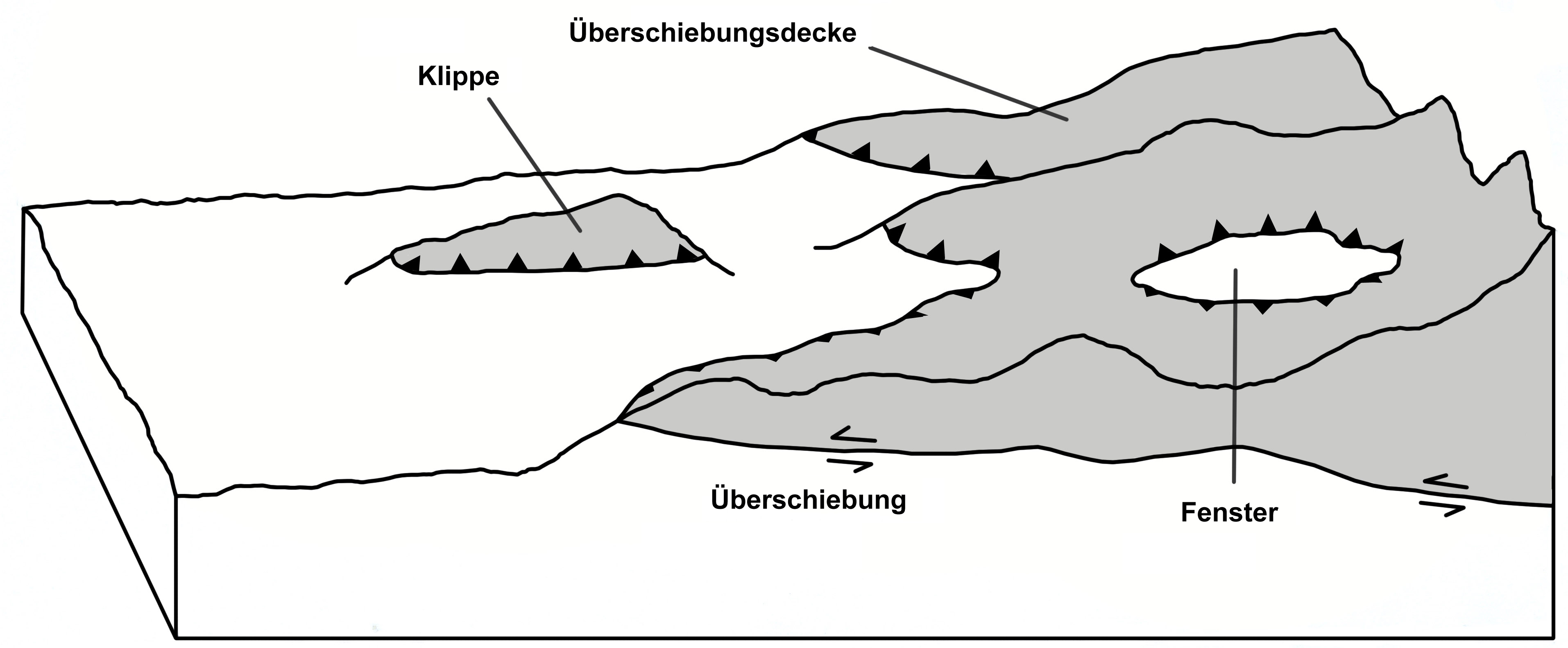
Elemente eines Überschiebungssystems: Klippe, Fenster, Decke, Überschiebung

Tektonische Fenster sind Öffnungen oder Lücken in einer weiträumigen Überschiebungsdecke. Innerhalb des Fensters treten die von der Decke überschobenen Gesteine zutage. Ein tektonisches Fenster erlaubt somit – analog zu einem „echten“ Fenster – den Einblick in den lokalen geologischen Untergrund.
Die Gesteine im Fenster liegen demnach tektonisch tiefer als die der Decke – sie bilden im gemeinsamen Gesteinskomplex von Decke und Fenster das tektonisch Liegende. Im Umkehrschluss liegen die Deckengesteine tektonisch höher als die Gesteine des Fensters – sie bilden im gemeinsamen Gesteinskomplex von Decke und Fenster das tektonisch Hangende und werden, in Anlehnung an den Fensterbegriff, auch als Rahmengesteine bezeichnet. In der Regel ist das Gestein der Decke am direkten Kontakt zum tektonisch Liegenden älter als das Liegende. Das mittlere Alter der Decke muss damit aber nicht höher sein als das des überschobenen Gesteinskomplexes.
Von einem Halbfenster spricht man, wenn die Decke ihre ausbeißenden Unterlagengesteine nicht an allen Seiten umschließt. Von einem Doppelfenster spricht man, wenn ein Fenster nicht nur eine, sondern zwei übereinanderliegende Decken durchbricht.
Das Gegenstück zum tektonischen Fenster ist die tektonische Klippe. Der Abstand zwischen einer Klippe und einem Fenster gibt die minimale Überschiebungsdistanz an.

## Beispiele aus den Ostalpen

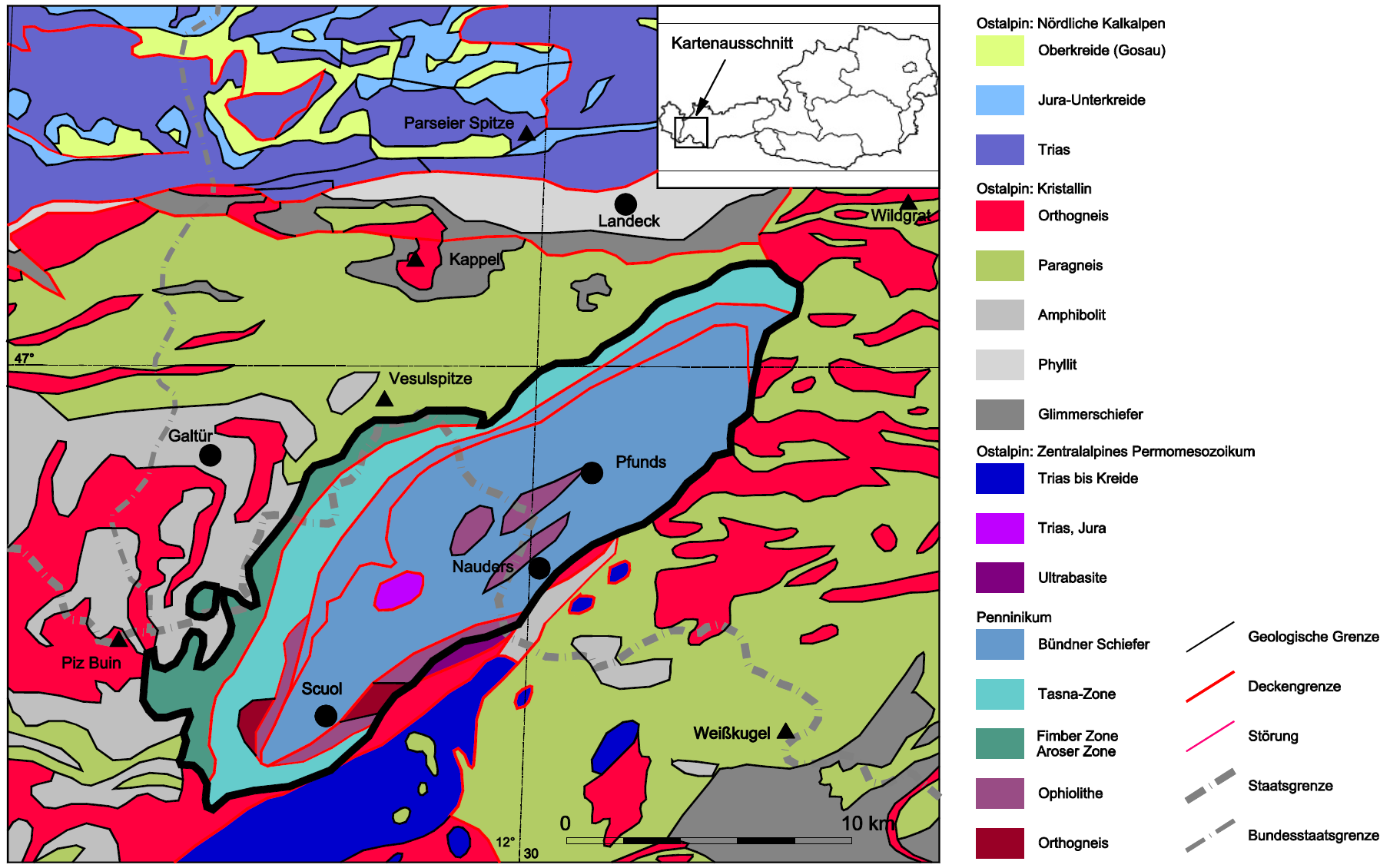
Geologische Karte des Unterengadiner Fensters

In Gebirgen – insbesondere jungen Faltengebirgen – findet man Fenster vielfach im Kern von großen Antiklinalstrukturen (Großsätteln).
Die zwei größten und bekanntesten Fenster in den Ostalpen sind das Unterengadiner Fenster (Graubünden/Tirol) und das Tauernfenster (Salzburg/Kärnten). Kleinere Fenster sind im Westen u. a. das Gargellenfenster (Vorarlberg), im Osten das Semmeringfenster (Steiermark/Niederösterreich) und an der ungarischen Grenze das Rechnitzer Fenster.